# Helina howei
Helina howei är en tvåvingeart som beskrevs av Malloch 1923. Helina howei ingår i släktet Helina och familjen husflugor. Inga underarter finns listade i Catalogue of Life.